# Nekrolog 1868
Nekrolog
◄◄
| ◄
| 1864
| 1865
| 1866
| 1867
| 1868 | 1869 | 1870 | 1871 | 1872 | ► | ►►
Weitere Ereignisse | Allgemeiner Nekrolog 1868
Die Beschreibung der verstorbenen Person sollte so kurz wie möglich gehalten sein und nur deren signifikante Tätigkeit(en) enthalten.
Neue Namen ggf. auch unter dem Geburts- und Sterbedatum, also etwa unter 1. Januar und im Geburts- und Sterbejahr (2024) eintragen (nur bei entsprechender großer Wichtigkeit). Für Beispiele siehe die schon vorhandenen Artikel.
Außerdem über die fünf zuletzt Verstorbenen, zu denen es einen ausreichend guten Artikel für eine Präsentation auf der Hauptseite gibt, nach der todesbedingten Überarbeitung der Artikel ggf. auch unter Wikipedia Diskussion:Hauptseite informieren und sie am besten auch in den anderen Wikipedia-Sprachversionen eintragen. Tipp: Regelmäßig bei news.google.de nach „ist tot“, „gestorben“ oder „verstorben“ suchen.
Wenn eine Person gestorben ist, gibt es viele Seiten zu dieser Person in der Wikipedia, die davon auch betroffen sind und entsprechend aktualisiert werden müssen. Beispiele: Namenübersichtsseite, Geburtsjahr, Geburtsort-Seiten und viele mehr.
Wie finde ich die betroffenen Seiten?
Im Suchfeld auf der linken Seite gibt man den Suchbegriff so ein: „Vorname Nachname“. Dann klickt man auf Volltext und alle Seiten mit entsprechendem Suchtext werden aufgerufen. Hier sieht man dann schnell, wo auch das Todesjahr Sinn macht oder sogar ein Teil des Artikels angepasst werden muss. Auch hilft das „Werkzeug“ auf der linken Seite sehr gut, um solche Seiten aufzufinden: „Links auf diese Seite“. Somit ist die Wikipedia wieder aktuell in allen Bereichen! Hinweis: bei Eintragung der Kategorie „Gestorben JAHR“ wird der Missbrauchsfilter 49 ausgelöst, was jedoch nicht schlimm ist. Siehe: Spezial:Missbrauchsfilter/49
Dies ist eine Liste von im Jahr 1868 verstorbenen bekannten Persönlichkeiten. Die Einträge erfolgen innerhalb der einzelnen Daten alphabetisch sortiert. Tiere sind im Nekrolog für Tiere zu finden.

## Januar
| Tag        | Name                                 | Beruf, bekannt als                                                                            | Alter | Beleg |
| ---------- | ------------------------------------ | --------------------------------------------------------------------------------------------- | ----- | ----- |
| 2. Januar  | Carl Mayer                           | deutscher Kupfer- und Stahlstecher, Maler, Grafiker und Verleger                              | 69    |       |
| 2. Januar  | Christoph Schmidt                    | deutscher Unternehmer                                                                         | 64    |       |
| 3. Januar  | Moritz Hauptmann                     | deutscher Komponist, Violinist und Musiktheoretiker                                           | 75    |       |
| 3. Januar  | Friedrich Wachsmuth                  | deutscher Jurist und Politiker                                                                | 64    |       |
| 7. Januar  | William Batchelder Bradbury          | US-amerikanischer Komponist                                                                   | 51    |       |
| 7. Januar  | George Hull                          | US-amerikanischer Politiker                                                                   | 79    |       |
| 8. Januar  | Adolf Heinrich von Arnim-Boitzenburg | preußischer Politiker                                                                         | 64    |       |
| 8. Januar  | Aaron Harlan                         | US-amerikanischer Politiker                                                                   | 65    |       |
| 8. Januar  | William Lander                       | US-amerikanischer Jurist und konföderierter Politiker                                         | 50    |       |
| 8. Januar  | Henry Tattam                         | englischer Koptologe                                                                          | 79    |       |
| 9. Januar  | Charles Coffin Jewett                | US-amerikanischer Bibliothekar                                                                | 51    |       |
| 10. Januar | Héli Freymond                        | Schweizer Straftäter, letzte Hinrichtung im Kanton Waadt                                      |       |       |
| 10. Januar | Georg Oberhäuser                     | deutscher Optiker                                                                             | 69    |       |
| 10. Januar | Karl Ferdinand Schimpf               | Schweizer Politiker und Richter                                                               | 61    |       |
| 10. Januar | Karol Szajnocha                      | polnischer Schriftsteller und Historiker                                                      | 49    |       |
| 11. Januar | Mathieu Elie Matthes                 | Unternehmer in der chemischen Industrie                                                       | 59    |       |
| 11. Januar | Maria von Mörl                       | Südtiroler Adelige, Mystikerin und Stigmatisierte                                             | 55    |       |
| 12. Januar | Norman Williams                      | US-amerikanischer Politiker und Anwalt                                                        | 76    |       |
| 13. Januar | Karl Joseph von Lederer              | k.k. Feldmarschall-Lieutenant                                                                 | 67    |       |
| 14. Januar | Bendicht Straub                      | Schweizer Politiker                                                                           | 80    |       |
| 15. Januar | William W. Ellsworth                 | US-amerikanischer Politiker und Jurist                                                        | 76    |       |
| 16. Januar | Friedrich Wilhelm Schoen             | deutscher Genremaler und Lithograph des Biedermeier                                           | 57    |       |
| 16. Januar | Theodor Schönemann                   | deutscher Mathematiker                                                                        | 55    |       |
| 17. Januar | Wassili Andrejewitsch Dolgorukow     | russischer Generaladjutant, General der Kavallerie, Kriegsminister und Chef der Geheimpolizei | 63    |       |
| 17. Januar | Carl Leopold Planck von Planckburg   | österreichischer Bankier und Landtagsabgeordneter                                             | 65    |       |
| 19. Januar | Frederic Baraga                      | katholischer Missionar bei den Indianern, Bischof                                             | 70    |       |
| 19. Januar | John Hull Campbell                   | US-amerikanischer Politiker                                                                   | 67    |       |
| 20. Januar | Ernst Boll                           | deutscher Naturforscher und Historiker                                                        | 50    |       |
| 20. Januar | Johann Friedrich Danneil             | deutscher Prähistoriker                                                                       | 84    |       |
| 20. Januar | Inoue Genzaburō                      | Anführer der 6. Einheit der Shinsengumi                                                       | 38    |       |
| 20. Januar | Joseph Kenner                        | österreichischer Beamter, Zeichner und Dichter                                                | 73    |       |
| 20. Januar | Damien Marchesseault                 | US-amerikanischer Politiker                                                                   | 49    |       |
| 21. Januar | Alexander Asboth                     | General des US-Heeres im Sezessionskrieg                                                      | 56    |       |
| 21. Januar | Friedrich Pauli                      | deutscher Arzt und Chirurg                                                                    | 63    |       |
| 21. Januar | Charlotte Reihlen                    | deutsche Diakonisse                                                                           | 62    |       |
| 22. Januar | Charles Kean                         | britischer Theaterschauspieler                                                                | 57    |       |
| 23. Januar | Heinrich von Brandt                  | preußischer General der Infanterie                                                            | 78    |       |
| 23. Januar | Arthur Conradi                       | deutscher Kaufmann, tätig in Stuttgart, Landtagsabgeordneter                                  | 54    |       |
| 23. Januar | Peter Force                          | US-amerikanischer Politiker                                                                   | 77    |       |
| 23. Januar | Alexander Michelis                   | deutscher Maler                                                                               | 44    |       |
| 24. Januar | Joseph Ignaz von Beroldingen         | deutscher Offizier und Diplomat                                                               | 87    |       |
| 24. Januar | John Davy                            | englischer Arzt, Chemiker und Zoologe                                                         | 77    |       |
| 24. Januar | Carl Heinrich Wilhelm Hagen          | deutscher Historiker                                                                          | 57    |       |
| 26. Januar | Josef Georg Böhm                     | österreichischer Astronom und Mathematiker                                                    | 60    |       |
| 26. Januar | Leonor Reichenheim                   | deutsch-jüdischer Unternehmer, Reichstagsabgeordneter                                         | 53    |       |
| 27. Januar | Walerian Łukasiński                  | polnischer Offizier, Widerstandskämpfer im Novemberaufstand                                   | 81    |       |
| 27. Januar | Antonia Werr                         | Ordensgründerin                                                                               | 54    |       |
| 28. Januar | Marinus Adrianus Koekkoek der Ältere | niederländischer Landschafts- und Marinemaler                                                 | 60    |       |
| 28. Januar | Adalbert Stifter                     | österreichischer Schriftsteller, Maler und Pädagoge                                           | 62    |       |
| 29. Januar | José María Achá                      | bolivianischer General und Präsident                                                          | 57    |       |
| 29. Januar | William Taylor Sullivan Barry        | US-amerikanischer Politiker, US-Abgeordneter von Mississippi                                  | 46    |       |
| 29. Januar | Simon Plößl                          | österreichischer Optiker                                                                      | 73    |       |
| 29. Januar | Joseph Seppelt                       | Winzer in Australien                                                                          |       |       |
| 30. Januar | Éléonore Denuelle                    | Geliebte Napoléon Bonapartes                                                                  | 80    |       |
| 30. Januar | Guido Samson von Himmelstjerna       | deutsch-baltischer Militärarzt und Hochschullehrer                                            | 58    |       |
| 31. Januar | Tadeusz Gorecki                      | polnischer Portraitmaler                                                                      | 42    |       |
| 31. Januar | Josef Körösi                         | österreichischer Industrieller                                                                | 56    |       |
| 31. Januar | Matthias Gotthilf Löschin            | deutscher Pädagoge und Historiker                                                             | 77    |       |

## Februar
| Tag         | Name                          | Beruf, bekannt als                                                                                                 | Alter | Beleg |
| ----------- | ----------------------------- | --- | ----- | ----- |
| 1. Februar  | Gustav Eduard Benseler        | deutscher klassischer Philologe und Lexikograf, MdL                                                                | 61    |       |
| 1. Februar  | Isaac Leeser                  | amerikanischer Rabbiner des conservative judaism                                                                   | 61    |       |
| 3. Februar  | Karl Mathy                    | Staatsminister in Baden                                                                                            | 60    |       |
| 4. Februar  | Benjamin Enos                 | US-amerikanischer Politiker                                                                                        | 79    |       |
| 4. Februar  | Josef Wiedemann               | deutscher Orgelbauer                                                                                               | 48    |       |
| 6. Februar  | Abraham M. Cozzens            | US-amerikanischer Kaufmann und Kunstsammler                                                                        | 56    |       |
| 6. Februar  | Anson Herrick                 | US-amerikanischer Politiker                                                                                        | 56    |       |
| 6. Februar  | Yamazaki Susumu               | Spion der Shinsengumi, einer Polizeieinheit der Bakumatsu-Zeit                                                     |       |       |
| 8. Februar  | Ferdinand Glaser              | fränkischer Jurist                                                                                                 |       |       |
| 10. Februar | David Brewster                | schottischer Physiker, Erfinder des Kaleidoskops                                                                   | 86    |       |
| 10. Februar | Heinrich Eduard Dirksen       | deutscher Rechtshistoriker und Lexikograph                                                                         | 77    |       |
| 10. Februar | Robert Sidney Pratten         | britischer Flötist                                                                                                 | 44    |       |
| 11. Februar | Léon Foucault                 | französischer Physiker                                                                                             | 48    |       |
| 12. Februar | Karl II.                      | Landgraf von Hessen-Philippsthal                                                                                   | 64    |       |
| 12. Februar | Karl Wilhelm Mayer            | deutscher Gynäkologe                                                                                               | 72    |       |
| 14. Februar | Carl Georg Christian Grote    | deutscher Oberbergrat                                                                                              | 72    |       |
| 15. Februar | William Rutter Dawes          | englischer Astronom                                                                                                | 68    |       |
| 17. Februar | Charles Meryon                | französischer Maler und Graveur                                                                                    | 46    |       |
| 17. Februar | Anna zu Stolberg-Wernigerode  | deutsche Diakonissin; Oberin zu Bethanien                                                                          | 48    |       |
| 18. Februar | Franz Christian Schaumburg    | deutscher Botaniker und Gartenkünstler                                                                             | 79    |       |
| 18. Februar | Gottfried Seebode             | deutscher Klassischer Philologe, Gymnasialdirektor und Bibliothekar                                                | 75    |       |
| 19. Februar | Bernardo Prudencio Berro      | Präsident Uruguays                                                                                                 | 64    |       |
| 19. Februar | Dominick Daly                 | britischer Gouverneur von Tobago, Prince Edward Island und South Australia                                         | 69    |       |
| 19. Februar | Venancio Flores               | uruguayischer Präsident                                                                                            | 59    |       |
| 20. Februar | Karl von Basse                | deutscher Verwaltungsbeamter und Rittergutsbesitzer                                                                | 87    |       |
| 20. Februar | Joseph Reed Ingersoll         | US-amerikanischer Politiker                                                                                        | 81    |       |
| 20. Februar | Matthias Martini              | Generalvikar des Bistums Trier                                                                                     | 74    |       |
| 20. Februar | Julie Pfannenschmidt          | deutsche Schriftstellerin                                                                                          | 61    |       |
| 21. Februar | Giuseppe Abbati               | italienischer Maler                                                                                                | 32    |       |
| 22. Februar | Emmanuele Antonio Cicogna     | venezianischer Büchersammler, Gelehrter, Autor, Übersetzer                                                         | 79    |       |
| 22. Februar | Hermann August Malm           | deutscher Jurist                                                                                                   | 57    |       |
| 23. Februar | Karl Maria Groß               | österreichischer Beamter, Maler, Dichter und Musikkritiker                                                         | ≈64   |       |
| 23. Februar | Eduard von Schaper            | preußischer Beamter, Oberpräsident der Provinz Westfalen und der preußischen Rheinprovinz sowie Generalpostmeister | 75    |       |
| 23. Februar | Adamo Tadolini                | italienischer Bildhauer                                                                                            | 79    |       |
| 24. Februar | John Herapath                 | englischer Physiker und Astronom                                                                                   | 77    |       |
| 24. Februar | George Loyall                 | US-amerikanischer Politiker                                                                                        | 78    |       |
| 24. Februar | Johann von Pechmann           | bayerischer Politiker                                                                                              |       |       |
| 24. Februar | Carl Olof Rosenius            | schwedischer Laienprediger und Initiator einer neuevanglischen, freikirchlichen Erweckungsbewegung                 | 52    |       |
| 24. Februar | Alexander Török von Szendrő   | österreichischer Feldmarschallleutnant                                                                             | 59    |       |
| 25. Februar | Johann David Erdmann Preuß    | deutscher Historiker                                                                                               | 82    |       |
| 25. Februar | Sophie Schröder               | deutsche Sängerin und Schauspielerin                                                                               |       |       |
| 25. Februar | Ludwig Türck                  | österreichischer Mediziner                                                                                         | 57    |       |
| 26. Februar | Georg Heinrich Busse          | deutscher Hof- und Bibliothekskupferstecher, Maler und Radierer                                                    | 57    |       |
| 26. Februar | Eduard Nauwerck               | deutscher Advokat und Bürgermeister von Strelitz                                                                   | 59    |       |
| 27. Februar | Maximilien de Meuron          | Schweizer Maler | 82    |       |
| 27. Februar | Gottfried Gustav von Möller   | deutscher Richter und Appellationsgerichtspräsident                                                                | 64    |       |
| 27. Februar | Christoph Gottlieb Pfannkuche | deutscher Verwaltungsjurist und Historiker                                                                         | 82    |       |
| 28. Februar | Arthur Anderson               | englischer Unternehmer und Politiker                                                                               | 77    |       |
| 28. Februar | Henry Deringer                | US-amerikanischer Waffenkonstrukteur                                                                               | 81    |       |
| 28. Februar | Karl Riemer                   | deutscher Verwaltungsbeamter                                                                                       |       |       |
| 28. Februar | August Wissowa                | deutscher Klassischer Philologe und Gymnasialdirektor                                                              | 70    |       |
| 29. Februar | Thomas H. Ford                | US-amerikanischer Politiker                                                                                        | 53    |       |
| 29. Februar | Simon Hölzl                   | österreichischer Orgelbauer                                                                                        |       |       |
| 29. Februar | Ludwig I.                     | König von Bayern (1825–1848)                                                                                       | 81    |       |
| Februar     | Abel Barbin                   | französischer Hermaphrodit                                                                                         |       |       |

## März
| Tag      | Name                                 | Beruf, bekannt als                                                           | Alter | Beleg |
| -------- | ------------------------------------ | ---------------------------------------------------------------------------- | ----- | ----- |
| 1. März  | Charles Hunt                         | Gouverneur von Western Australia                                             |       |       |
| 1. März  | Józef Simmler                        | polnischer Maler                                                             | 44    |       |
| 2. März  | Albert von Bezold                    | deutscher Mediziner                                                          | 32    |       |
| 2. März  | Franz Carl Adelbert Eberwein         | Musikdirektor und Dirigent an der großherzoglichen Oper in Weimar            | 81    |       |
| 2. März  | Johann Joseph Rübsam                 | Apotheker und Mitglied der kurhessischen Ständeversammlung                   | 75    |       |
| 2. März  | Christian Tunica                     | deutscher Maler                                                              | 72    |       |
| 3. März  | Heinrich Mützel                      | deutscher Maler                                                              | 70    |       |
| 3. März  | Louis Wolff                          | deutscher Lithograph                                                         | 65    |       |
| 4. März  | Portus Baxter                        | US-amerikanischer Politiker                                                  | 61    |       |
| 4. März  | Richard H. Bayard                    | US-amerikanischer Politiker                                                  | 71    |       |
| 4. März  | Jesse Chisholm                       | US-amerikanischer Kaufmann und Führer                                        |       |       |
| 4. März  | Alexander von Daniels                | preußischer Obertribunalrat, Kronsyndikus und Hochschullehrer                | 67    |       |
| 4. März  | Gustav Fischer                       | deutscher Staatswissenschaftler und Abgeordneter                             | 64    |       |
| 4. März  | Kaspar Flach                         | Unternehmer, letzter Ortsrichter von Penzing                                 |       |       |
| 4. März  | Ida von der Groeben                  | deutsche Pietistin                                                           | 77    |       |
| 4. März  | Friedrich Anton Reuß                 | deutscher Arzt, Philologe und Bibliothekar                                   | 57    |       |
| 4. März  | Carl Christian Vogel von Vogelstein  | deutscher Maler                                                              | 79    |       |
| 6. März  | Pietro Bernardelli                   | Trientiner Politiker                                                         | 64    |       |
| 6. März  | Albert Woldemar Hollander            | deutscher Pädagoge                                                           | 71    |       |
| 8. März  | Jón Thoroddsen                       | isländischer Schriftsteller                                                  |       |       |
| 9. März  | Heinrich Friedrich Jacobson          | deutscher, kirchenrechtlicher Schriftsteller                                 | 63    |       |
| 10. März | Herman Wilhelm Bissen                | dänischer Bildhauer                                                          | 69    |       |
| 10. März | Jan van der Hoeven                   | niederländischer Naturforscher                                               | 67    |       |
| 10. März | Friedrich Ernst August von Schwichow | deutscher Landstallmeister                                                   | 69    |       |
| 10. März | Bernhard Wuermeling                  | deutscher Jurist und Parlamentarier                                          | 46    |       |
| 11. März | Samuel Schwarz                       | Schweizer Politiker                                                          | 54    |       |
| 12. März | Ernest Doudart de Lagrée             | französischer Forschungsreisender und Seemann                                | 44    |       |
| 12. März | Valentin von Massow                  | preußischer Oberstleutnant                                                   | 42    |       |
| 12. März | Christian Friedrich Heinrich Wimmer  | deutscher Botaniker und Pädagoge                                             | 64    |       |
| 13. März | Albert Geutebrück                    | deutscher Architekt des Klassizismus                                         | 67    |       |
| 13. März | Wilhelm Peter Melhop                 | deutscher Buchhalter, Schriftsteller, Instrumentenmacher und Amateurastronom | 65    |       |
| 14. März | Édouard Verreaux                     | französischer Ornithologe, Taxidermist und Naturalienhändler                 | 57    |       |
| 15. März | Christian Friedrich Glumann          | deutscher Politiker, MdL (Königreich Sachsen)                                | 79    |       |
| 15. März | François-Édouard Picot               | französischer Maler                                                          | 81    |       |
| 16. März | Hugo von Rothkirch-Panthen           | deutscher Astronom                                                           | 55    |       |
| 16. März | David Wilmot                         | US-amerikanischer Politiker                                                  | 54    |       |
| 17. März | Karl Josef Napoleon Balling          | österreichischer Chemiker und Bergbaufachmann                                | 62    |       |
| 17. März | Julius Scharre                       | deutscher demokratischer Politiker und Bürgermeister                         | 58    |       |
| 18. März | Josef Jakob Dambacher                | deutscher Archivar                                                           | 74    |       |
| 18. März | Benizelos Rouphos                    | griechischer Politiker und Ministerpräsident                                 |       |       |
| 20. März | August Daniel von Binzer             | deutscher Dichter und Journalist                                             | 74    |       |
| 21. März | Andreas von Hesse                    | deutscher Richter und Politiker, Landtagsabgeordneter Großherzogtum Hessen   | 74    |       |
| 22. März | Henry H. Childs                      | US-amerikanischer Politiker                                                  | 84    |       |
| 22. März | Hermann Gemmel                       | deutscher Maler, Architekt und Hochschullehrer                               | 54    |       |
| 22. März | August von der Howen                 | kurländischer Landesbeamter                                                  | 64    |       |
| 23. März | Karl Braun                           | sächsischer Politiker und Regierungschef                                     | 60    |       |
| 25. März | David Rytz von Brugg                 | Schweizer Mathematiker und Lehrer                                            | 66    |       |
| 28. März | James Brudenell, 7. Earl of Cardigan | britischer General im Krimkrieg                                              | 70    |       |
| 28. März | Justus Amadeus Lecerf                | deutscher Komponist, Musiklehrer und städtischer Musikdirektor in Aachen     | 78    |       |
| 29. März | Felix Slade                          | englischer Rechtsanwalt und Kunstsammler                                     | 79    |       |
| 30. März | George W. Ashburn                    | US-amerikanischer Politiker                                                  | 53    |       |
| 30. März | Julius Schoppe                       | deutscher Maler                                                              | 73    |       |
| 31. März | Ludwig Lange                         | deutscher Architekt, Architektur- und Landschaftszeichner                    | 60    |       |
| 31. März | Friedrich Christian von Arnold       | deutscher Jurist, Staatsbeamter und Fachautor                                | 81    |       |
| 31. März | Jacob Ludwig Theodor Reh             | deutscher Politiker                                                          | 66    |       |
| 000März  | Wilhelm Seemann                      | deutscher Botaniker und Redakteur                                            |       |       |

## April
| Tag       | Name                                  | Beruf, bekannt als                                                                             | Alter | Beleg |
| --------- | ------------------------------------- | ---------------------------------------------------------------------------------------------- | ----- | ----- |
| 1. April  | James Parker                          | US-amerikanischer Politiker                                                                    | 92    |       |
| 1. April  | Rasoherina                            | Königin von Madagaskar (1863–1868)                                                             |       |       |
| 3. April  | Franz Berwald                         | schwedischer Komponist und Violinist                                                           | 71    |       |
| 4. April  | William Chalmers Burns                | schottischer Missionar in China                                                                | 53    |       |
| 4. April  | Joseph Edlbacher                      | österreichischer Beamter und Maler                                                             | 51    |       |
| 4. April  | Eduard van der Nüll                   | österreichischer Architekt                                                                     |       |       |
| 5. April  | Carl Ferdinand Busse                  | deutscher Architekt und preußischer Baubeamter                                                 | 65    |       |
| 5. April  | Anton Emil von Krosigk                | anhaltischer Geheimrat, Kammerherr, Schlosshauptmann, Rechtsritter und preußischer Rittmeister | 77    |       |
| 5. April  | Johann Peter Carl Luck                | deutscher Kaufmann und Schriftsteller                                                          | 70    |       |
| 5. April  | John Magee                            | US-amerikanischer Politiker                                                                    | 73    |       |
| 5. April  | Karel Purkyně                         | tschechischer Maler und Kunstkritiker                                                          | 34    |       |
| 6. April  | Edward Rumsey                         | US-amerikanischer Politiker                                                                    | 71    |       |
| 7. April  | Thomas D’Arcy McGee                   | irisch-kanadischer Politiker                                                                   | 42    |       |
| 8. April  | Heinrich Schlachter                   | Kaufmann und Abgeordneter                                                                      | 51    |       |
| 8. April  | Ferdinand von Thinnfeld               | österreichischer Politiker und Industrieller                                                   | 74    |       |
| 8. April  | Johann Theodor Vömel                  | deutscher Altphilologe, lutherischer Theologe und Gymnasialdirektor                            | 76    |       |
| 10. April | Laurenz Meyer                         | Schweizer Unternehmer und Politiker                                                            |       |       |
| 11. April | Philip Dorsheimer                     | US-amerikanischer Politiker                                                                    | 70    |       |
| 11. April | Andreas Heusler                       | Schweizer Jurist, Rechtshistoriker, Politiker und Journalist                                   | 66    |       |
| 12. April | Michael von Canaval                   | österreichischer Schriftsteller und Altphilologe                                               | 69    |       |
| 12. April | James M. Cook                         | US-amerikanischer Geschäftsmann, Bankier und Politiker                                         | 60    |       |
| 12. April | Johann Anton Rizzi                    | Schweizer Porträt- und Kirchenmaler                                                            | 42    |       |
| 13. April | Theodor II.                           | Kaiser von Äthiopien                                                                           |       |       |
| 14. April | Peter Ulrik Frederik Demant           | dänischer Orgelbauer                                                                           | 65    |       |
| 14. April | Jacob Rosenberg                       | deutscher Rabbiner                                                                             | 61    |       |
| 14. April | Hermann von Vicari                    | Erzbischof von Freiburg im Breisgau                                                            | 94    |       |
| 14. April | Friedrich von Zander                  | preußischer Jurist, Kronsyndikus und Kanzler im Königreich Preußen                             | 77    |       |
| 15. April | Robert Bernard Hall                   | US-amerikanischer Politiker                                                                    | 56    |       |
| 16. April | Eduard Ludwig von Harnier             | deutscher Jurist und Politiker                                                                 | 68    |       |
| 16. April | Georg Neumüller                       | Gutsbesitzer und Abgeordneter                                                                  | 61    |       |
| 17. April | Anton Wilhelm Hüffer                  | deutscher Unternehmer der Textil- und Montanindustrie                                          | 81    |       |
| 17. April | Eduard Lange                          | Pädagoge und Pomologe                                                                          | 64    |       |
| 17. April | Ludwig von Sztankovics                | österreichischer General (Feldzeugmeister)                                                     | 62    |       |
| 18. April | Nikolai Kittel                        | russischer Geigen- und Bogenhersteller                                                         | 62    |       |
| 18. April | Ludwig Johann Schenck zu Schweinsberg | deutscher Landrat                                                                              | 66    |       |
| 19. April | Alexander W. Buel                     | US-amerikanischer Politiker                                                                    | 54    |       |
| 19. April | Hans von Mangoldt                     | deutscher Staatswissenschaftler und Wirtschaftswissenschaftler                                 | 43    |       |
| 22. April | Bernhard Studer                       | Schweizer Landschaftsmaler                                                                     | 35    |       |
| 23. April | Karl Muffat                           | deutscher Architekt und Stadtplaner                                                            | 71    |       |
| 23. April | Ramón María Narváez                   | spanischer Militär, Politiker (Regierungspräsident), Herzog von Valencia (seit 1844)           | 67    |       |
| 23. April | Adolf Theer                           | österreichischer Maler und Lithograf                                                           | 56    |       |
| 23. April | Albert Wichert                        | deutscher Mathematiklehrer                                                                     | 54    |       |
| 24. April | Hanns Gasser                          | österreichischer Maler und Bildhauer                                                           | 50    |       |
| 24. April | Franz Haniel                          | deutscher Unternehmer                                                                          | 88    |       |
| 24. April | Maria Euphrasia Pelletier             | französische Nonne, Ordensgründerin und Heilige                                                | 71    |       |
| 25. April | Kondō Isami                           | Kapitän der Shinsengumi, einer japanischen Schutztruppe                                        | 33    |       |
| 25. April | Philipp Petri                         | deutscher Miniatur- und Porzellanmaler                                                         | 67    |       |
| 25. April | William Cabell Rives                  | US-amerikanischer Politiker und Botschafter                                                    | 74    |       |
| 25. April | Julius von Szymanowski                | Chirurg deutscher Abstammung, in Russland tätig                                                | 39    |       |
| 26. April | Christoph Friedrich Schlienz          | deutscher Missionar                                                                            | 64    |       |
| 26. April | Vinzenz Sultzer                       | französische Ordensschwester und Generaloberin                                                 | 89    |       |
| 29. April | Karl Maria von Aretin                 | bayerischer Historiker, Diplomat und Politiker                                                 | 71    |       |
| 29. April | John Burnet                           | schottischer Maler und Kupferstecher                                                           | 84    |       |
| 29. April | Theophil Herbst                       | deutscher Philologe und Hochschullehrer                                                        | 61    |       |
| 29. April | Moritz von Kretschmann                | bayerischer Generalmajor, Kommandant des Kadettenkorps                                         | 77    |       |
| 29. April | Hermann von Krosigk                   | preußischer Generalmajor                                                                       | 53    |       |
| 29. April | Johann August Philipp Multhaupt       | deutscher Kaufmann                                                                             |       |       |
| 30. April | Charles Le Hon                        | belgischer Politiker                                                                           | 76    |       |
| 30. April | Isaac Teller                          | US-amerikanischer Politiker                                                                    | 69    |       |

## Mai
| Tag     | Name                                       | Beruf, bekannt als                                                                           | Alter | Beleg |
| ------- | ------------------------------------------ | -------------------------------------------------------------------------------------------- | ----- | ----- |
| 1. Mai  | Leopold August von Stutterheim             | preußischer Generalmajor                                                                     | 59    |       |
| 2. Mai  | Gustav Lührsen                             | deutscher Jurist, Leiter der hamburgischen Hypothekenverwaltung                              |       |       |
| 2. Mai  | Philipp Rincker                            | Glockengießer nassauischer Politiker                                                         | 73    |       |
| 2. Mai  | Eduard Schütz                              | deutscher Schauspieler                                                                       | 68    |       |
| 3. Mai  | William Henry Carroll                      | Brigadegeneral der Armee der Konföderierten Staaten von Amerika im Sezessionskrieg           |       |       |
| 4. Mai  | John Adams Gilmer                          | US-amerikanischer Politiker                                                                  | 62    |       |
| 5. Mai  | Charles Grafton Page                       | US-amerikanischer Erfinder                                                                   | 56    |       |
| 5. Mai  | Vinzenz Maria Süß                          | Gründer des Salzburger Museums Carolino Augusteum                                            | 66    |       |
| 6. Mai  | Anton von Schallhammer                     | österreichischer Offizier und Historiker                                                     | 67    |       |
| 6. Mai  | Christian Heinrich Ziller                  | deutscher Baumeister und Architekt, Regierungsbaurat                                         | 76    |       |
| 7. Mai  | Henry Brougham, 1. Baron Brougham and Vaux | britischer Schriftsteller, Anwalt, Wissenschaftler, Politiker und Gegner der Sklavenhaltung  | 89    |       |
| 7. Mai  | Nicoll Fosdick                             | US-amerikanischer Politiker                                                                  | 82    |       |
| 7. Mai  | Sebastian Habenschaden                     | deutscher Maler                                                                              |       |       |
| 7. Mai  | Carl Schenck                               | nassauischer Politiker                                                                       | 62    |       |
| 8. Mai  | Williamson Simpson Oldham                  | US-amerikanischer Jurist und Politiker                                                       | 54    |       |
| 9. Mai  | Christian Ludwig Brandt                    | deutscher Pädagoge und Autor                                                                 | 67    |       |
| 9. Mai  | Rudolf Sutermeister                        | Schweizer Armenarzt, Frühsozialist und sozialpolitischer Schriftsteller                      | 66    |       |
| 10. Mai | Henry Bennett                              | US-amerikanischer Jurist und Politiker                                                       | 59    |       |
| 11. Mai | John Crawfurd                              | schottischer Orientalist und Ethnologe                                                       | 84    |       |
| 12. Mai | Johann Hermann Maack                       | deutscher Bauingenieur und Baubeamter                                                        | 58    |       |
| 13. Mai | Peter Eich                                 | deutscher Gutsbesitzer und Politiker                                                         | 87    |       |
| 14. Mai | Girolamo d’Andrea                          | italienischer Kardinal                                                                       | 56    |       |
| 14. Mai | Karl August Wildenhahn                     | deutscher evangelischer Theologe und religiöser Schriftsteller                               | 63    |       |
| 15. Mai | Giacomo Ciani                              | Schweizer Politiker und Bankier                                                              | 91    |       |
| 15. Mai | August von Grote                           | Offizier, Gutsbesitzer und Reichstagsabgeordneter                                            | 40    |       |
| 16. Mai | Johannes Fitz                              | deutscher Kaufmann, Weingutsbesitzer und Dürkheimer Stadtrat                                 | 71    |       |
| 16. Mai | Martin Gotthard Oberländer                 | deutscher Jurist und Politiker, MdL (Königreich Sachsen), sächsischer Innenminister          | 67    |       |
| 17. Mai | Wilhelm Jaeger                             | deutscher Metallwarenfabrikant                                                               | 68    |       |
| 17. Mai | Ludwig Löw von und zu Steinfurth           | deutscher Hochschullehrer, Nassauischer Richter und Abgeordneter                             | 64    |       |
| 17. Mai | Lemuel Stetson                             | US-amerikanischer Jurist und Politiker                                                       | 64    |       |
| 17. Mai | Manasse Unger                              | deutscher Maler und Kunstwissenschaftler                                                     | 66    |       |
| 18. Mai | August Hengst                              | deutscher Bildhauer                                                                          | 72    |       |
| 18. Mai | Carl Mayet                                 | deutscher Schachspieler                                                                      | 57    |       |
| 18. Mai | Leonhard Widmer                            | Schweizer Dichter, Förderer des Volksgesangs und Gründer einer Musikalienhandlung mit Verlag | 59    |       |
| 19. Mai | Benjamin Guinness                          | irischer Bierbrauer und Philanthrop                                                          | 69    |       |
| 19. Mai | Ludwig Sebastian                           | Bürgermeister und Abgeordneter                                                               | 67    |       |
| 19. Mai | William W. Wick                            | US-amerikanischer Politiker                                                                  | 72    |       |
| 20. Mai | Salomon Friedrich Stiebel                  | deutscher Arzt                                                                               | 76    |       |
| 20. Mai | John Woodruff                              | US-amerikanischer Politiker                                                                  | 42    |       |
| 21. Mai | Samuel Hebich                              | deutscher Missionar                                                                          | 65    |       |
| 21. Mai | Thomas Lawyer                              | US-amerikanischer Jurist und Politiker                                                       | 82    |       |
| 22. Mai | Maria Domenica Brun Barbantini             | italienische römisch-katholische Ordensfrau und Ordensgründerin, Selige                      | 79    |       |
| 22. Mai | Johannes Münze                             | Pionier der deutschen Arbeiterbewegung                                                       | 45    |       |
| 22. Mai | Julius Plücker                             | deutscher Mathematiker und Physiker                                                          | 66    |       |
| 22. Mai | Julius Friedrich Siegismund Tschirschnitz  | preußischer Verwaltungsbeamter, Landrat                                                      | 42    |       |
| 23. Mai | Kit Carson                                 | US-amerikanischer Pionier und Trapper                                                        | 58    |       |
| 23. Mai | Gennaios Kolokotronis                      | griechischer Politiker und Ministerpräsident                                                 |       |       |
| 23. Mai | Adolph Valentiner                          | deutsch-dänischer Landwirt und Landwirtschaftsreformer                                       | 64    |       |
| 24. Mai | Eugen Megerle von Mühlfeld                 | österreichischer liberaler Jurist und Politiker                                              | 58    |       |
| 25. Mai | Friedrich Kallmeyer                        | deutscher Maler                                                                              | 63    |       |
| 27. Mai | Georg Egestorff                            | deutscher Industrieller                                                                      | 66    |       |
| 29. Mai | Julius Abegg                               | deutscher Strafrechtler und Hochschullehrer                                                  | 72    |       |
| 29. Mai | Levi Lincoln junior                        | US-amerikanischer Politiker                                                                  | 85    |       |
| 29. Mai | Franz Pfeiffer                             | Schweizer Germanist und Philologe                                                            | 53    |       |
| 30. Mai | Johann Gottfried Boltze                    | deutscher Agrarunternehmer                                                                   | 66    |       |
| 30. Mai | Michał Marcin Mioduszewski                 | polnischer katholischer Priester und Lazarist, Sammler und Herausgeber von Kirchenliedern    | 80    |       |
| 30. Mai | Georg Ratkay                               | Raubmörder                                                                                   |       |       |
| 30. Mai | Theodor Zeerleder                          | Schweizer Architekt, Zeichner und Aquarellist                                                | 48    |       |
| 31. Mai | Heinrich Christian Friedrich Gebhardt      | deutscher Theologe und Gymnasiallehrer; Abgeordneter der Paulskirche                         | 70    |       |
| 31. Mai | John J. McRae                              | US-amerikanischer Politiker                                                                  | 53    |       |
| 31. Mai | František Sušil                            | tschechischer Priester, Literat, Volksliedersammler, Sprachforscher und Dichter              | 63    |       |

## Juni
| Tag      | Name                                    | Beruf, bekannt als | Alter | Beleg |
| -------- | --------------------------------------- | --- | ----- | ----- |
| 1. Juni  | James Buchanan                          | US-amerikanischer Politiker, 15. Präsident der USA (1857–1861)                                                             | 77    |       |
| 1. Juni  | Eduard Haupt                            | deutscher Theologe, Mitglied der Frankfurter Nationalversammlung                                                           | 62    |       |
| 4. Juni  | Nathaniel Ward                          | britischer Arzt, Erfinder des Ward’schen Kastens zum Pflanzentransport                                                     |       |       |
| 5. Juni  | Anselm Hüttenbrenner                    | österreichischer Komponist und Musikkritiker                                                                               | 73    |       |
| 5. Juni  | Louis Royer                             | belgisch-niederländischer Maler und Bildhauer                                                                              | 74    |       |
| 5. Juni  | Eduard Schweickhardt                    | deutscher Ökonom, Hochschullehrer und Politiker                                                                            | 62    |       |
| 6. Juni  | Daniel Pierce Thompson                  | US-amerikanischer Politiker, Schriftsteller und Richter                                                                    | 72    |       |
| 9. Juni  | Stephen B. Cushing                      | US-amerikanischer Jurist und Politiker                                                                                     | 56    |       |
| 10. Juni | Charles Harpur                          | australischer Dichter | 55    |       |
| 10. Juni | Samuel Williams Inge                    | US-amerikanischer Politiker                                                                                                | 51    |       |
| 10. Juni | Antonio José de Irisarri                | erster Director Supremo von Chile (1814)                                                                                   | 82    |       |
| 10. Juni | Mihailo Obrenović                       | serbischer Fürst | 44    |       |
| 11. Juni | James Brooke                            | englischer Abenteurer, weißer Raja von Borneo                                                                              | 65    |       |
| 11. Juni | Luigi Maria Cardelli                    | italienischer Geistlicher und Erzbischof von Izmir                                                                         | 90    |       |
| 11. Juni | Eugen Karl Czernin von und zu Chudenitz | österreichisch-böhmischer Historiker und Topograph, Großgrundbesitzer und Industrieller                                    | 71    |       |
| 11. Juni | Lazar Horowitz                          | Rabbiner in Wien |       |       |
| 11. Juni | August Sicard von Sicardsburg           | österreichischer Architekt                                                                                                 | 54    |       |
| 12. Juni | Ignaz von Longner                       | deutscher römisch-katholischer Theologe, Geistlicher und Kirchenhistoriker                                                 | 63    |       |
| 13. Juni | August Grahl                            | deutscher Maler | 77    |       |
| 14. Juni | Claude Servais Mathias Pouillet         | französischer Physiker | 78    |       |
| 15. Juni | David S. Walbridge                      | US-amerikanischer Politiker                                                                                                | 65    |       |
| 17. Juni | George Arnott Walker Arnott             | schottischer Botaniker | 69    |       |
| 17. Juni | Egidius Dotter                          | sächsischer Wanduhrenfabrikant                                                                                             | 84    |       |
| 19. Juni | Karl von Meißner                        | österreichisch-braunschweigischer Eisenbahnpionier und emeritierter Professor der Bauwissenschaften am Collegium Carolinum | 59    |       |
| 20. Juni | Josephine Eder                          | österreichische Pianistin und Konzertorganisatorin                                                                         | 52    |       |
| 20. Juni | Adolf Friedrich Furchau                 | deutscher Pfarrer und Dichter                                                                                              | 81    |       |
| 20. Juni | Friedrich Rödinger                      | deutscher Jurist, Journalist und Politiker                                                                                 | 68    |       |
| 20. Juni | Johann Georg Wagner                     | kurhessischer Jurist und Historiker                                                                                        | 78    |       |
| 21. Juni | Christian Gottlob Herzog                | deutscher Theologe und Altphilologe                                                                                        | 79    |       |
| 21. Juni | Carl Oswald Rostosky                    | deutscher Tiermaler, Holzschneider und Illustrator                                                                         | 29    |       |
| 21. Juni | Karl Theodor von Thurn und Taxis        | königlich-bayerischer General der Kavallerie aus der böhmischen Linie des Hauses Thurn und Taxis                           | 70    |       |
| 22. Juni | John Reeves Jones Daniel                | US-amerikanischer Politiker                                                                                                | 66    |       |
| 22. Juni | Christian Hohe                          | deutscher Zeichner, Maler und Lithograf                                                                                    | 69    |       |
| 22. Juni | Andrei Afanassjewitsch Krassowski       | russischer Offizier und ukrainischer revolutionärer Demokrat                                                               | 46    |       |
| 22. Juni | Rudolf Vollmöller                       | deutscher Unternehmer | 49    |       |
| 24. Juni | William Henry Kurtz                     | US-amerikanischer Politiker                                                                                                | 64    |       |
| 24. Juni | Hermann Plüddemann                      | deutscher Historienmaler und Illustrator                                                                                   | 58    |       |
| 24. Juni | Joseph Sauer                            | deutscher Theologe und Geistlicher                                                                                         | 64    |       |
| 25. Juni | Siegmund Lachenwitz                     | deutscher Tiermaler der Düsseldorfer Schule und ein Fotograf                                                               | 47    |       |
| 25. Juni | Carlo Matteucci                         | italienischer Physiker und Neurophysiologe                                                                                 | 57    |       |
| 25. Juni | Alexander Mitchell                      | irischer Ingenieur | 88    |       |
| 26. Juni | Friedrich Schenck                       | deutscher Politiker, Landtagsabgeordneter Großherzogtum Hessen                                                             | 78    |       |
| 26. Juni | Johann Nepomuk Zwerger                  | deutscher Bildhauer und Hochschullehrer                                                                                    | 72    |       |
| 27. Juni | Camille Flers                           | französischer Maler und Zeichner, Tänzer und Schauspieler                                                                  | 66    |       |
| 28. Juni | Friedrich Stein                         | deutscher Verwaltungsbeamter und Richter                                                                                   |       |       |
| 28. Juni | Eduard Zeis                             | deutscher Chirurg | 60    |       |
| 29. Juni | Johann Friedrich Christian Bornemann    | deutscher Badearzt | 76    |       |
| 29. Juni | Anton Alois Kirchebner                  | Tiroler Maler, Kupferstecher und Lithograf                                                                                 |       |       |

## Juli
| Tag      | Name                                   | Beruf, bekannt als                                                          | Alter | Beleg |
| -------- | -------------------------------------- | --------------------------------------------------------------------------- | ----- | ----- |
| 1. Juli  | Samuel Hays                            | US-amerikanischer Politiker                                                 | 84    |       |
| 1. Juli  | Johann Georg Kraus                     | bayerischer Politiker                                                       | 80    |       |
| 1. Juli  | Samuel Tweedy                          | US-amerikanischer Politiker                                                 | 92    |       |
| 2. Juli  | John H. Boyd                           | US-amerikanischer Jurist und Politiker                                      | 68    |       |
| 2. Juli  | William Grason                         | US-amerikanischer Politiker                                                 | 80    |       |
| 3. Juli  | Lafayette C. Baker                     | amerikanischer Nachrichtenoffizier während des Sezessionskriegs             | 41    |       |
| 3. Juli  | August Colberg                         | deutscher Pathologe und Hochschullehrer                                     | 38    |       |
| 3. Juli  | Balthasar Estermann                    | römisch-katholischer Weltpriester                                           | 41    |       |
| 4. Juli  | August Howaldt                         | deutscher Bildhauer                                                         | 29    |       |
| 5. Juli  | Hermann Rudolf Gauss                   | Schweizer Architekt                                                         | 33    |       |
| 5. Juli  | Magnus von Wright                      | finnischer Maler                                                            | 63    |       |
| 6. Juli  | Harada Sanosuke                        | Kapitän einer japanischen Schutztruppe                                      |       |       |
| 7. Juli  | Edward Coles                           | US-amerikanischer Politiker                                                 | 81    |       |
| 8. Juli  | Samuel Ludwig Hartig                   | deutscher Orgelbauer                                                        | 78    |       |
| 9. Juli  | John R. Needham                        | US-amerikanischer Politiker                                                 | 43    |       |
| 10. Juli | Heinrich Wilhelm von Pabst             | deutscher Agrarwissenschaftler                                              | 69    |       |
| 10. Juli | Jean Pons Viennet                      | französischer Dichter                                                       | 90    |       |
| 12. Juli | Ralph Abercromby, 2. Baron Dunfermline | britischer Diplomat                                                         | 65    |       |
| 12. Juli | Friedrich Wilhelm Klumpp               | deutscher Pädagoge                                                          | 78    |       |
| 12. Juli | Wilhelm Kosegarten                     | deutscher Staatswissenschaftler                                             | 75    |       |
| 13. Juli | Anton Calaminus                        | deutscher unierter Theologe und Historiker                                  | 60    |       |
| 13. Juli | Gottlieb Ernst Heinrich von Goszicki   | preußischer Generalmajor                                                    | 85    |       |
| 13. Juli | Leopold von Puttkamer                  | preußischer General der Infanterie                                          | 71    |       |
| 13. Juli | Giorgio Stigelli                       | deutscher Operntenor und Komponist                                          | 49    |       |
| 14. Juli | Willis Hall                            | US-amerikanischer Jurist und Politiker                                      | 67    |       |
| 14. Juli | Ernst Wilhelm Meyer                    | deutscher Orgelbauer                                                        | 89    |       |
| 15. Juli | William Thomas Green Morton            | US-amerikanischer Arzt; Wegbereiter der Anästhesie                          | 48    |       |
| 15. Juli | Hermann Péan                           | deutscher Politiker                                                         | 61    |       |
| 15. Juli | Gustav Friedrich Waagen                | deutscher Kunsthistoriker                                                   | 74    |       |
| 15. Juli | Samuel Wells                           | Gouverneur von Maine                                                        | 66    |       |
| 16. Juli | Oskar Becker                           | Attentäter auf König Wilhelm von Preußen                                    | 29    |       |
| 16. Juli | Louis François Dauprat                 | französischer Hornist und Komponist                                         | 87    |       |
| 16. Juli | Caroline von Egloffstein               | deutsche Komponistin und Schriftstellerin                                   | 78    |       |
| 16. Juli | Dmitri Iwanowitsch Pissarew            | russischer Literaturkritiker und Philosoph                                  | 27    |       |
| 16. Juli | Gustav Raeder                          | deutscher Schauspieler, Sänger und Possendichter                            | 58    |       |
| 17. Juli | Andreas Dickhaut                       | Bürgermeister und Mitglied der kurhessischen Ständeversammlung              | 52    |       |
| 17. Juli | Johann Jakob Ryffel                    | Schweizer Politiker                                                         | 60    |       |
| 18. Juli | Emanuel Leutze                         | amerikanisch-deutscher Maler                                                | 52    |       |
| 19. Juli | Karl Heinrich Haase                    | deutscher Jurist und Politiker                                              | 82    |       |
| 19. Juli | Max Hess                               | deutscher Dekorations- und Historienmaler                                   | 42    |       |
| 19. Juli | Okita Sōji                             | Kapitän einer japanischen Schutztruppe                                      |       |       |
| 19. Juli | James Wilson                           | US-amerikanischer Politiker                                                 | 89    |       |
| 20. Juli | Johann Friedrich Kittl                 | böhmischer Komponist                                                        | 62    |       |
| 20. Juli | Johann Christian von Stramberg         | deutscher Historiker und Buchautor                                          | 82    |       |
| 21. Juli | Heinrich Graefe                        | deutscher Pädagoge                                                          | 66    |       |
| 21. Juli | Friedrich Wilhelm Schubert             | deutscher Historiker, Staatskundler und Hochschullehrer                     | 69    |       |
| 22. Juli | Georg Karl Meyer                       | deutscher katholischer Theologe, Geistlicher und Hochschullehrer            | 54    |       |
| 22. Juli | Aloys Hubert Michael Venth             | deutscher Porträt- und Historien-Maler                                      | 59    |       |
| 24. Juli | Hans von Veltheim                      | deutscher Forstmann, Politiker und Hofbeamter                               | 70    |       |
| 25. Juli | Elise Herz                             | österreichische Mäzenin (1788–1868)                                         | 79    |       |
| 26. Juli | Carl Ostermünchner                     | deutscher Bierbrauer und Politiker                                          | 54    |       |
| 26. Juli | Heinrich Adolf Rinne                   | deutscher Otologe                                                           | 49    |       |
| 26. Juli | Robert Rolfe, 1. Baron Cranworth       | britischer Jurist, Politiker, Mitglied des House of Commons und Lordkanzler | 77    |       |
| 28. Juli | Ferdinand Martini                      | deutscher Mediziner                                                         | 70    |       |
| 28. Juli | Joseph C. Noyes                        | US-amerikanischer Politiker                                                 | 69    |       |
| 29. Juli | John Elliotson                         | britischer Arzt                                                             | 76    |       |
| 29. Juli | Albrecht Theodor Middeldorpf           | deutscher Chirurg, Begründer der Galvanokaustik                             | 44    |       |
| 30. Juli | Michael Tompa                          | ungarischer Dichter                                                         | 50    |       |
| 30. Juli | August Vilmar                          | deutscher lutherischer Theologe, Schulmann und kurhessischer Staatsrat      | 67    |       |
| 31. Juli | Georg Heinrich Berkhan                 | deutscher Jurist                                                            | 73    |       |
| Juli     | Johann Heinrich Neustück               | Schweizer Bildhauer                                                         |       |       |

## August
| Tag        | Name                                    | Beruf, bekannt als                                                                                   | Alter | Beleg |
| ---------- | --------------------------------------- | --- | ----- | ----- |
| 1. August  | Pierre Julien Eymard                    | französischer katholischer Priester, Heiliger und Ordensgründer                                      | 57    |       |
| 2. August  | Jacob Alexander Preston                 | US-amerikanischer Politiker                                                                          | 72    |       |
| 3. August  | Ludwig von Alvensleben                  | deutscher Schriftsteller                                                                             | 68    |       |
| 3. August  | Elisa de Vilmorin                       | französische Botanikerin und Pflanzenzüchterin im Unternehmen Vilmorin                               | 42    |       |
| 5. August  | Jacques Boucher de Perthes              | französischer Hobbyarchäologe (Prähistoriker)                                                        | 79    |       |
| 5. August  | Alois von Mazzuchelli                   | k. k. Feldzeugmeister sowie Inhaber des k. k. Infanterieregiments Nr. 10                             | 91    |       |
| 8. August  | Laurenz Hannibal Fischer                | deutscher Politiker, Birkenfelder Regierungspräsident (1831–1848)                                    | 84    |       |
| 8. August  | Edwin Augustus Stevens                  | US-amerikanischer Ingenieur, Unternehmer und Segler                                                  | 73    |       |
| 9. August  | Friedrich Martin                        | deutscher Verwaltungsbeamter                                                                         |       |       |
| 10. August | Chadschi Dimitar                        | bulgarischer Woiwode                                                                                 | 28    |       |
| 11. August | Karl August Wilhelm Bertram             | deutscher Kommunalpolitiker und Bürgermeister von Halle (Saale)                                      | 80    |       |
| 11. August | Halfdan Kjerulf                         | norwegischer Komponist                                                                               | 52    |       |
| 11. August | Thaddeus Stevens                        | US-amerikanischer Jurist und Politiker                                                               | 76    |       |
| 14. August | Johann Nikolaus Emmerich                | deutscher Obergeodät und Katasterinspektor                                                           | 77    |       |
| 14. August | Christian Knorr                         | Beamter und Landtagsabgeordneter Großherzogtum Hessen                                                | 68    |       |
| 14. August | Friedrich von Loën                      | preußischer Major, Oberhofmarschall                                                                  | 81    |       |
| 14. August | Adam Ernst Rochus von Witzleben         | oldenburgischer Oberstallmeister und Geheimer Rat                                                    | 77    |       |
| 15. August | Johann Jakob Beck                       | Schweizer Maler und Zeichner                                                                         | 81    |       |
| 15. August | Friedrich Emmert                        | deutscher Botaniker                                                                                  | 65    |       |
| 16. August | Balthasar Harres                        | deutscher Architekt und Baumeister                                                                   | 63    |       |
| 16. August | Carl Friedrich Heintz                   | bayerischer Landtagspräsident                                                                        | 66    |       |
| 17. August | Franz Breit                             | deutscher Gynäkologe sowie Hochschullehrer und Rektor an der Universität Tübingen                    | 51    |       |
| 17. August | Carl Otto Mörner                        | schwedischer Baron und Leutnant                                                                      | 87    |       |
| 17. August | William Patterson                       | US-amerikanischer Politiker                                                                          |       |       |
| 17. August | Giovanni Visin                          | Kapitän und erster österreichischer Weltumsegler                                                     |       |       |
| 20. August | Georg von und zu Schachten              | Gesandter und Mitglied der kurhessischen Ständeversammlung                                           | 72    |       |
| 20. August | Thomas T. Whittlesey                    | US-amerikanischer Politiker                                                                          | 69    |       |
| 21. August | Franz Adams der Ältere                  | Anwalt und Mitglied des Vorparlaments und der Frankfurter Nationalversammlung                        | 68    |       |
| 21. August | Carl Friedrich Hergenhahn               | nassauischer Generalleutnant                                                                         | 75    |       |
| 21. August | Karl Immanuel Nitzsch                   | Theologe                                                                                             | 80    |       |
| 22. August | Jean-François Barrière                  | französischer Schriftsteller                                                                         | 82    |       |
| 22. August | Pierre-Luc-Charles Cicéri               | französischer Maler, Restaurator und Musiker                                                         | 86    |       |
| 22. August | Urban Kreutzbach                        | deutscher Orgelbaumeister                                                                            | 71    |       |
| 22. August | Georg Treviranus                        | deutscher protestantischer Pastor                                                                    | 80    |       |
| 23. August | Johann Jakob Rietmann                   | Schweizer Landschaftsmaler, Zeichner und Kupferstecher                                               | 60    |       |
| 23. August | Christian Friedrich Voigt               | deutscher Orgelbauer                                                                                 | 64    |       |
| 24. August | Alexander von Ungern-Sternberg          | deutscher Erzähler, Dichter und Maler                                                                | 62    |       |
| 25. August | Charlotte Birch-Pfeiffer                | deutsche Schauspielerin und Schriftstellerin                                                         | 68    |       |
| 25. August | Löb Bodenheimer                         | deutscher Rabbiner                                                                                   | 60    |       |
| 25. August | Darwin Abel Finney                      | US-amerikanischer Politiker                                                                          | 54    |       |
| 25. August | Jacob van Lennep                        | niederländischer Schriftsteller                                                                      | 66    |       |
| 25. August | Leopold Oberländer                      | deutscher Jurist und Politiker                                                                       | 57    |       |
| 26. August | Theodor Friedrich Klitsche de la Grange | deutsch-italienischer Schriftsteller und Diplomat, neapolitanischer General, natürlicher Hohenzoller |       |       |
| 26. August | Edwin Augustus Keeble                   | US-amerikanischer Politiker                                                                          | 61    |       |
| 26. August | James Mann                              | US-amerikanischer Politiker                                                                          | 46    |       |
| 26. August | Caroline Wiseneder                      | deutsche Komponistin, Chorleiterin und Pädagogin                                                     | 61    |       |
| 27. August | Carl Wilhelm von Bötticher              | preußischer Beamter, Oberpräsident der Provinz Preußen (1842–1848)                                   | 77    |       |
| 27. August | Adèle Foucher                           | Ehefrau von Victor Hugo                                                                              | 64    |       |
| 27. August | Franz Xaver Schnyder von Wartensee      | schweizerischer Komponist und Musikschriftsteller                                                    | 82    |       |
| 27. August | Carl Streckeisen                        | Schweizer Pädiater, Professor für Chirurgie                                                          | 56    |       |
| 27. August | David Lowry Swain                       | US-amerikanischer Politiker, Gouverneur von North Carolina                                           | 67    |       |
| 27. August | Carl Jakob Ziese                        | deutscher Orgelbauer                                                                                 | 42    |       |
| 28. August | Karl von Coudenhove                     | österreichischer Feldmarschallleutnant                                                               | 53    |       |
| 28. August | Rudolf Rempel                           | deutscher Industrieller und Politiker                                                                | 53    |       |
| 29. August | Andreas Christian Birch                 | dänischer Schriftsteller                                                                             | 73    |       |
| 29. August | Gottlieb Keim                           | Mitglied der Frankfurter Nationalversammlung                                                         | 85    |       |
| 29. August | Gustav Kühn                             | deutscher Buchdrucker und Herausgeber von Bilderbogen                                                | 73    |       |
| 29. August | Christian Friedrich Schönbein           | deutsch-schweizerischer Chemiker                                                                     | 68    |       |
| 30. August | Michelina De Cesare                     | sizilianische Brigantessa                                                                            | 26    |       |
| 31. August | Francis Granger                         | US-amerikanischer Politiker                                                                          | 75    |       |

## September
| Tag           | Name                            | Beruf, bekannt als                                                                 | Alter | Beleg |
| ------------- | ------------------------------- | ---------------------------------------------------------------------------------- | ----- | ----- |
| 1. September  | Georg Ludwig Grote              | deutscher Verwaltungsjurist                                                        | 79    |       |
| 1. September  | Diedrich Hermann Wätjen         | deutscher Kaufmann und Konsul                                                      | 68    |       |
| 3. September  | Gerhard Heinrich von Motz       | kurhessischer Finanzminister                                                       | 91    |       |
| 3. September  | Thomas H. Seymour               | Anwalt, Kongressabgeordneter und Gouverneur von Connecticut                        | 60    |       |
| 3. September  | Richard Spencer                 | US-amerikanischer Politiker                                                        | 71    |       |
| 4. September  | Wilhelm Hermann Cläpius         | deutscher Sänger, Schauspieler, Komponist, Übersetzer und Musikpädagoge            | 67    |       |
| 4. September  | Eduard Friedrich Poeppig        | deutscher Zoologe, Botaniker und Forschungsreisender                               | 70    |       |
| 5. September  | Bernardine Baccinelli           | italienischer Erzbischof in Indien, Karmelit                                       | 61    |       |
| 6. September  | Abijah Mann junior              | US-amerikanischer Jurist und Politiker                                             | 74    |       |
| 8. September  | Gustav von Tempsky              | preußischer Abenteurer, Offizier und Maler                                         | 40    |       |
| 9. September  | Mzilikazi                       | König im südlichen Afrika (Königreich der Matabele)                                |       |       |
| 9. September  | Johann Christian Ravit          | deutscher Hochschullehrer, Politiker und Bankier                                   | 62    |       |
| 9. September  | Johann Martin von Rohden        | deutscher Landschaftsmaler und Zeichner, Deutschrömer                              | 90    |       |
| 11. September | Vincenzo Florio                 | italienischer Unternehmer und Politiker                                            | 69    |       |
| 11. September | Louis Germond der Ältere        | Schweizer evangelischer Geistlicher                                                | 72    |       |
| 12. September | David Stuart                    | US-amerikanischer Politiker                                                        | 52    |       |
| 13. September | Richard Rothwell                | irischer Maler                                                                     | 67    |       |
| 15. September | George Hoyte                    | Oberbürgermeister von Dublin                                                       |       |       |
| 16. September | Ferdinand Hauser                | österreichischer Politiker                                                         | 72    |       |
| 17. September | Philipp Herrlich                | deutscher Lithograph und Maler                                                     | 49    |       |
| 17. September | Roman Nose                      | Häuptling der Himoweyuhkis-Indianer                                                |       |       |
| 18. September | Wolfgang Killias                | Schweizer Techniker und Eisenbahnpionier                                           | 73    |       |
| 19. September | Gerhard von dem Busch           | deutscher Arzt                                                                     | 76    |       |
| 19. September | William Sprague                 | US-amerikanischer Politiker                                                        | 59    |       |
| 19. September | George W. Summers               | US-amerikanischer Politiker                                                        | 64    |       |
| 20. September | Moritz Heinrich von Boyneburg   | österreichischer General der Kavallerie                                            | 79    |       |
| 21. September | Gustav Adolf von Greisinger     | kaiserlich-österreichischer Generalmajor und Mathematiker                          | 75    |       |
| 21. September | Ferencz József Gyulay           | österreichisch-ungarischer General                                                 | 70    |       |
| 22. September | Mendel Rosenbaum                | deutscher Rabbiner                                                                 |       |       |
| 23. September | Jesse Atherton Bynum            | US-amerikanischer Politiker                                                        | 71    |       |
| 23. September | Albert Jung                     | Grundbesitzer, Erster Kreisdeputierter und preußischer Landrat des Kreis Elberfeld | 57    |       |
| 24. September | Louis François Antoine Curtat   | Schweizer evangelischer Geistlicher, Hochschullehrer und Politiker                 | 66    |       |
| 24. September | Karl Karcher                    | Kaufmann                                                                           | 50    |       |
| 25. September | Josefine von Hoffinger          | österreichische Dante-Übersetzerin                                                 | 47    |       |
| 25. September | Eduard Zander                   | deutscher Zeichner und Maler                                                       | 54    |       |
| 26. September | Samuel Beall                    | US-amerikanischer Politiker                                                        | 61    |       |
| 26. September | August Ferdinand Möbius         | deutscher Mathematiker und Astronom an der Universität Leipzig                     | 77    |       |
| 27. September | Thomas Carmichael Hindman       | Generalmajor in der Konföderierten Armee und Politiker                             | 40    |       |
| 27. September | August Piepenhagen              | Prager Landschaftsmaler                                                            | 77    |       |
| 27. September | Peter Anton Werner              | Landtagsabgeordneter Großherzogtum Hessen                                          | 49    |       |
| 28. September | Thomas Fessenden                | US-amerikanischer Politiker                                                        | 42    |       |
| 28. September | Franz Ludwig Eugen von Montigny | preußischer Landrat                                                                | 77    |       |
| 28. September | Eduard Seitz                    | Landtagsabgeordneter Großherzogtum Hessen                                          | 54    |       |
| 30. September | Mathias Brugman                 | puerto-ricanischer Aufständischer                                                  | 57    |       |

## Oktober
| Tag         | Name                                                    | Beruf, bekannt als                                                                 | Alter | Beleg |
| ----------- | ------------------------------------------------------- | ---------------------------------------------------------------------------------- | ----- | ----- |
| 1. Oktober  | Johann Christian Metzig                                 | Arzt, Philanthrop und Pazifist                                                     | 64    |       |
| 2. Oktober  | Henry Damian Juncker                                    | deutsch-US-amerikanischer Theologe und Bischof von Alton, Illinois                 | 59    |       |
| 2. Oktober  | François Christophe Edmond Kellermann                   | französischer Staatsmann und Diplomat                                              | 66    |       |
| 2. Oktober  | Alfred Marshall                                         | US-amerikanischer Politiker                                                        |       |       |
| 3. Oktober  | Karl von Fischer                                        | württembergischer Generalleutnant                                                  | 57    |       |
| 3. Oktober  | Gustav von der Goltz                                    | deutscher Landrat und Abgeordneter der Frankfurter Nationalversammlung             | 68    |       |
| 5. Oktober  | Robert Henry Whitfield                                  | US-amerikanischer Jurist und Politiker                                             | 54    |       |
| 5. Oktober  | Karoline von Zöllner                                    | deutsche Schriftstellerin                                                          | 73    |       |
| 6. Oktober  | Heinrich Brandes                                        | deutscher Maler                                                                    | 65    |       |
| 6. Oktober  | Karl Doerr                                              | Landtagsabgeordneter Großherzogtum Hessen                                          | 59    |       |
| 7. Oktober  | Adam J. Slemmer                                         | US-amerikanischer General                                                          | 40    |       |
| 9. Oktober  | Howell Cobb                                             | US-amerikanischer Politiker und General der Konföderierten                         | 53    |       |
| 10. Oktober | Joseph Mindler                                          | deutscher Stenograf                                                                | 60    |       |
| 10. Oktober | Friedrich Ortloff                                       | deutscher Jurist, Präsident des Oberappellationsgericht in Jena                    | 71    |       |
| 12. Oktober | William Bird Herapath                                   | britischer Chemiker, Physiker und Mediziner                                        | 48    |       |
| 12. Oktober | Rudolf von Maltzahn                                     | pommerscher Rittergutsbesitzer und preußischer Politiker                           | 73    |       |
| 13. Oktober | Tachibana Akemi                                         | japanischer Dichter und Kokugaku-Gelehrter                                         |       |       |
| 16. Oktober | Wolfgang Robert Griepenkerl                             | deutscher Dramatiker, Erzähler und Kunstkritiker                                   | 58    |       |
| 17. Oktober | Laura Secord                                            | kanadische Nationalheldin (im Krieg von 1812)                                      | 93    |       |
| 18. Oktober | Mongkut                                                 | König von Siam (1851–1868)                                                         | 64    |       |
| 20. Oktober | Auguste Burggraf                                        | deutsche Theaterschauspielerin                                                     |       |       |
| 21. Oktober | Albert von Binder                                       | Prälat und Generalsuperintendent von Ludwigsburg                                   | 64    |       |
| 21. Oktober | Karl von Maltzahn                                       | preußischer Oberlandstallmeister und Landrat des Landkreises Demmin                | 70    |       |
| 22. Oktober | James M. Hinds                                          | US-amerikanischer Politiker                                                        | 34    |       |
| 22. Oktober | Hermann Immermann                                       | deutscher Jurist und Politiker                                                     | 60    |       |
| 22. Oktober | Karl von Kolb                                           | deutscher Kaufmann, Bankier und württembergischer Konsul in Rom                    | 68    |       |
| 22. Oktober | David Outlaw                                            | US-amerikanischer Politiker                                                        | 62    |       |
| 24. Oktober | George Bliss                                            | US-amerikanischer Politiker                                                        | 55    |       |
| 24. Oktober | Adalbert Schnizlein                                     | deutscher Botaniker                                                                | 54    |       |
| 25. Oktober | Eduard Hildebrandt                                      | deutscher Maler                                                                    | 51    |       |
| 25. Oktober | Wilhelm Mogk                                            | Richter und Abgeordneter                                                           | 63    |       |
| 26. Oktober | Wilhelm Griesinger                                      | deutscher Psychiater und Internist                                                 | 51    |       |
| 26. Oktober | Henricus Christianus Millies                            | niederländischer lutherischer Theologe und Orientalist                             | 58    |       |
| 27. Oktober | Carl Wilhelm Arldt                                      | deutscher Zeichner und Lithograf                                                   | 59    |       |
| 27. Oktober | Alexandre Colonna-Walewski                              | Sohn von Napoléon Bonaparte und seiner Geliebten Maria Walewska                    | 58    |       |
| 27. Oktober | Carl Abraham Mankell                                    | schwedischer Komponist                                                             | 66    |       |
| 27. Oktober | Georg von Rolshausen                                    | Gutsbesitzer und Politiker                                                         | 73    |       |
| 27. Oktober | Harriet Sutherland-Leveson-Gower, Duchess of Sutherland | britische Adlige und Hofdame (Mistress of the Robes) der Queen Viktoria            | 62    |       |
| 28. Oktober | Erhard Hagen von Hagenfels                              | Bürgermeister von Bayreuth                                                         | 82    |       |
| 28. Oktober | Friedrich Wilhelm von Tigerström                        | deutscher Rechtswissenschaftler und Hochschullehrer                                | 65    |       |
| 28. Oktober | Andrew Tracy                                            | US-amerikanischer Politiker                                                        | 70    |       |
| 30. Oktober | Luther Badger                                           | US-amerikanischer Jurist und Politiker                                             | 83    |       |
| 30. Oktober | William Everhart                                        | US-amerikanischer Politiker                                                        | 83    |       |
| 30. Oktober | Anna Eynard-Lullin                                      | Schweizer Bildhauerin, Zeichnerin, Architektin, Kunstliebhaberin und Philanthropin | 75    |       |
| 31. Oktober | Karl Johann Cosack                                      | evangelischer Theologe                                                             | 55    |       |

## November
| Tag          | Name                                    | Beruf, bekannt als                                                                 | Alter | Beleg |
| ------------ | --------------------------------------- | ---------------------------------------------------------------------------------- | ----- | ----- |
| 2. November  | Amos Abbott                             | US-amerikanischer Politiker                                                        | 82    |       |
| 2. November  | Samuel Rossiter Betts                   | US-amerikanischer Jurist und Politiker                                             | 81    |       |
| 2. November  | Carl Henrik Boheman                     | schwedischer Entomologe                                                            | 72    |       |
| 3. November  | Germain Delavigne                       | französischer Dichter und Librettist                                               | 78    |       |
| 4. November  | Moriz Hoernes                           | österreichischer Geologe und Paläontologe                                          | 53    |       |
| 5. November  | Franz Steinfeld                         | österreichischer Maler                                                             | 81    |       |
| 7. November  | Jacob R. Wortendyke                     | US-amerikanischer Politiker                                                        | 49    |       |
| 8. November  | Friedrich Christoph Förster             | deutscher Historiker und Schriftsteller                                            | 77    |       |
| 9. November  | John Mercer Johnson                     | kanadischer Politiker                                                              | 50    |       |
| 9. November  | Henry English Read                      | konföderierter Politiker                                                           | 43    |       |
| 10. November | William Edward Shuckard                 | britischer Entomologe und Bibliothekar der Royal Society                           |       |       |
| 11. November | Horace Mann junior                      | US-amerikanischer Botaniker                                                        | 24    |       |
| 11. November | José Tadeo Monagas                      | venezolanischer Unabhängigkeitskämpfer und Präsident                               | 84    |       |
| 11. November | Wilhelm von Rapp                        | deutscher Mediziner, Zoologe und Zootom sowie Hochschullehrer                      | 74    |       |
| 11. November | Stephen Royce                           | US-amerikanischer Jurist und Politiker                                             | 81    |       |
| 11. November | Frédéric Jules Sichel                   | französischer Mediziner und Entomologe                                             | 66    |       |
| 12. November | Bernhard Bessel                         | ostwestfälischer Landrat, Reichstagsabgeordneter                                   | 54    |       |
| 12. November | Léonor-Joseph Havin                     | französischer Publizist und Politiker                                              | 69    |       |
| 13. November | Auguste Delacroix                       | französischer Maler                                                                | 59    |       |
| 13. November | Bonaventura Genelli                     | deutscher Maler und Grafiker                                                       | 70    |       |
| 13. November | Karlmann Hieber                         | salzburgischer Geistlicher                                                         | 56    |       |
| 13. November | Peter Kühnemuth                         | Mitglied der kurhessischen Ständeversammlung                                       | 74    |       |
| 13. November | Gioachino Rossini                       | italienischer Komponist                                                            | 76    |       |
| 13. November | David Tod                               | US-amerikanischer Politiker                                                        | 63    |       |
| 15. November | Jakob Rothschild                        | Bankier                                                                            | 76    |       |
| 16. November | Franz Joseph Fleischbein                | deutschamerikanischer Porträtmaler, Daguerreotypist, Ambrotypist und Zeichenlehrer |       |       |
| 16. November | Samuel Orgelbrand                       | polnischer Verleger                                                                |       |       |
| 16. November | Karl Friedrich Troll                    | deutscher Schultheiß und Politiker                                                 | 67    |       |
| 18. November | Otto Dörr                               | deutscher Maler                                                                    | 36    |       |
| 18. November | Friedrich Wilhelm von Dunker            | preußischer Generalleutnant                                                        | 77    |       |
| 18. November | George Gray Leiper                      | US-amerikanischer Politiker                                                        | 82    |       |
| 18. November | Ferdinand von Schmerfeld                | kurhessischer Leiter der Oberpost- und Oberzolldirektion                           | 85    |       |
| 18. November | Christoph Ziemssen                      | deutscher Biologe und Direktor des Naturhistorischen Museums in Hamburg            | 77    |       |
| 19. November | Otto Lüning                             | westfälischer Sozialpolitiker, Journalist und Armenarzt                            | 50    |       |
| 19. November | William Sidney Mount                    | US-amerikanischer Maler                                                            | 60    |       |
| 19. November | John Pendleton                          | US-amerikanischer Politiker und Diplomat                                           | 66    |       |
| 21. November | Friedrich von der Heyden-Rynsch         | preußischer Rittergutsbesitzer und Politiker                                       | 68    |       |
| 21. November | Auguste du Vergier de La Rochejaquelein | französischer Adliger und Militär                                                  | 84    |       |
| 21. November | Andreas Zelinka                         | Bürgermeister von Wien                                                             | 66    |       |
| 23. November | Nathan George Evans                     | General der Konföderierten Staaten von Amerika im Amerikanischen Bürgerkrieg       | 44    |       |
| 23. November | Friedrich von Hermann                   | deutscher Nationalökonom und Wirtschaftsstatistiker                                | 72    |       |
| 23. November | Waddy Thompson                          | US-amerikanischer Politiker                                                        | 70    |       |
| 24. November | Hermann von Regemann                    | Königlich-Bayerischer Oberstleutnant und Abgeordneter des kurhessischen Landtags   | 73    |       |
| 25. November | Francesco Ambrosoli                     | italienischer Pädagoge, Philologe und Schriftsteller                               | 71    |       |
| 25. November | Franz Brendel                           | deutscher Musikkritiker, Journalist und Musikwissenschaftler                       | 56    |       |
| 25. November | Joseph                                  | Herzog von Sachsen-Altenburg (1834–1848)                                           | 79    |       |
| 25. November | Robert Porrett                          | britischer Chemiker                                                                | 85    |       |
| 25. November | Friedrich Schnirch                      | deutsch-böhmischer Ingenieur und Brückenbauer                                      | 77    |       |
| 25. November | Agathon Wernich                         | deutscher Unternehmer und Politiker                                                | 68    |       |
| 26. November | Achilles Roediger                       | deutscher Pfarrer, Lektor, Kantor sowie Internatsdirektor                          | 56    |       |
| 27. November | Black Kettle                            | Häuptling der Südlichen Cheyenne                                                   |       |       |
| 29. November | Pierre-Antoine Berryer                  | französischer Anwalt und Politiker                                                 | 78    |       |
| 29. November | Takatsukasa Masamichi                   | japanischer Regent für Ninkō und Kōmei                                             | 79    |       |
| 30. November | August Theodor Blanche                  | schwedischer Schriftsteller                                                        | 57    |       |
| 30. November | Hipolit Cegielski                       | Philologe, Unternehmer, Journalist und Politiker                                   | 55    |       |
| 30. November | Sikandar Jahan                          | Regentin des Fürstenstaates Bhopal                                                 |       |       |
| November     | James Wills                             | irischer Dichter, Autor und Biograf                                                | 78    |       |

## Dezember
| Tag          | Name                                         | Beruf, bekannt als                                                                                         | Alter | Beleg |
| ------------ | -------------------------------------------- | --- | ----- | ----- |
| 2. Dezember  | Achille Dartois                              | französischer Librettist                                                                                   | 77    |       |
| 3. Dezember  | Paul Abadie der Ältere                       | französischer Architekt                                                                                    | 85    |       |
| 3. Dezember  | Wilhelm Adolf Lette                          | deutscher Sozialpolitiker und Jurist                                                                       | 69    |       |
| 6. Dezember  | Franz Brunner                                | Schweizer Bankier und Politiker                                                                            | 61    |       |
| 6. Dezember  | Thompson Campbell                            | US-amerikanischer Politiker                                                                                |       |       |
| 6. Dezember  | Ludwig Eibach                                | deutscher evangelischer Theologe und Kirchenrat                                                            | 57    |       |
| 6. Dezember  | August Schleicher                            | deutscher Sprachwissenschaftler                                                                            | 47    |       |
| 6. Dezember  | Johann Jakob Staffler                        | Tiroler Jurist und Verwaltungsbeamter                                                                      | 84    |       |
| 8. Dezember  | Karl Wilhelm Streubel                        | deutscher Wundarzt in Leipzig                                                                              | 52    |       |
| 7. Dezember  | Theodor Kind                                 | deutscher Neogräzist und Jurist                                                                            | 69    |       |
| 8. Dezember  | Babette Gundy                                | deutsche Opernsängerin (Sopran)                                                                            |       |       |
| 8. Dezember  | Christian Lothary                            | deutscher Unternehmer und Politiker                                                                        | 53    |       |
| 9. Dezember  | Karl Ferdinand Kern                          | deutscher Heilpädagoge und Humanmediziner                                                                  | 54    |       |
| 10. Dezember | Friedrich Wilhelm Krummacher                 | reformierter Theologe                                                                                      | 72    |       |
| 11. Dezember | Alexandre-Félix Alméras                      | Schweizer Politiker                                                                                        | 57    |       |
| 11. Dezember | Philipp Friedrich Gwinner                    | Bürgermeister von Frankfurt am Main                                                                        | 72    |       |
| 11. Dezember | Stephan Heuss                                | deutscher Landwirt und Schriftsteller                                                                      | 64    |       |
| 11. Dezember | Moses Simson                                 | deutscher Unternehmer                                                                                      | 60    |       |
| 11. Dezember | Arnold Wendel                                | hessischer Bäcker, Mühlenbesitzer und liberaler Politiker                                                  | 51    |       |
| 12. Dezember | Antoni Lukianowicz Andrzejowski              | polnischer Botaniker und Paläontologe                                                                      |       |       |
| 12. Dezember | Thomas Saunders Gholson                      | US-amerikanischer Jurist und Politiker                                                                     | 58    |       |
| 13. Dezember | Carl Friedrich Philipp von Martius           | deutscher Naturforscher, Botaniker und Ethnograph                                                          | 74    |       |
| 14. Dezember | Walter Lowrie                                | US-amerikanischer Politiker                                                                                | 84    |       |
| 15. Dezember | August Geist                                 | deutscher Maler                                                                                            | 33    |       |
| 15. Dezember | Xavier Gottofrey                             | Schweizer Politiker                                                                                        | 66    |       |
| 16. Dezember | Aimée Davout                                 | Zeitzeugin großer Ereignisse der französischen Geschichte                                                  | 86    |       |
| 16. Dezember | Karl Gustav Heiland                          | deutscher Philologe                                                                                        | 51    |       |
| 17. Dezember | Damian Crève                                 | großherzoglich-hessischer Diplomat und Mitglied der Ersten Kammer der Landstände des Großherzogtums Hessen | 59    |       |
| 17. Dezember | Louis Desnoyers                              | französischer Journalist und Schriftsteller                                                                | 66    |       |
| 17. Dezember | Carl Julius Adolph Kuhlmay                   | deutscher Advokat in Vegesack                                                                              |       |       |
| 17. Dezember | Friedrich Gottlieb Welcker                   | deutscher, klassischer Philologe                                                                           | 84    |       |
| 18. Dezember | Friedrich Gottlieb von der Becke             | deutscher Unternehmer                                                                                      | 75    |       |
| 18. Dezember | Pierre-Henri Stanislas d’Escayrac de Lauture | französischer Afrikaforscher                                                                               | 42    |       |
| 18. Dezember | Ferdinand von Lobkowitz                      | österreichischer Adliger und Industrieller                                                                 | 71    |       |
| 18. Dezember | Max Lohde                                    | deutscher Maler                                                                                            | 23    |       |
| 18. Dezember | August von Weckherlin                        | deutscher Agrarwissenschaftler und Domänenverwalter                                                        | 74    |       |
| 20. Dezember | Carl Beinert                                 | deutscher Apotheker und Geologe                                                                            | 75    |       |
| 20. Dezember | Johann Hinrich Bockelmann                    | Hamburger Fabrikant und Abgeordneter                                                                       |       |       |
| 20. Dezember | Nestor Wassiljewitsch Kukolnik               | russischer Romanist, Dichter und Dramatiker                                                                | 59    |       |
| 21. Dezember | August Friedrich Moritz Anton                | deutscher Pädagoge                                                                                         | 70    |       |
| 21. Dezember | Charles S. Morehead                          | US-amerikanischer Politiker                                                                                | 66    |       |
| 21. Dezember | Gustav Nicolai                               | deutscher Schriftsteller und Komponist                                                                     | 73    |       |
| 21. Dezember | Johann Ernst Arminius von Rauschenplat       | deutscher Revolutionär und Freiheitskämpfer                                                                | 61    |       |
| 22. Dezember | Karl Wilhelm Bouterwek                       | deutscher Gymnasialdirektor und Historiker                                                                 | 59    |       |
| 22. Dezember | François-Joseph Cantraine                    | belgischer Zoologe (Malakologe)                                                                            | 67    |       |
| 22. Dezember | Johann Karl Girard de Soucanton              | estländischer Unternehmer und Politiker                                                                    | 83    |       |
| 22. Dezember | Carl Wilhelm August Krüger                   | deutscher Jurist und Kunstsammler                                                                          | 71    |       |
| 22. Dezember | Ferdinand von Soyer                          | deutscher Politiker                                                                                        | 58    |       |
| 23. Dezember | Carl Ferdinand Adam                          | deutscher Musikpädagoge, Kantor, Chorleiter und Komponist                                                  | 62    |       |
| 24. Dezember | Adolphe d’Archiac                            | französischer Geologe und Paläontologe                                                                     | 66    |       |
| 24. Dezember | Abraham Cooper                               | britischer Maler                                                                                           | 81    |       |
| 25. Dezember | Ludwig Hugo Becker                           | deutscher Maler, Zeichner und Radierer der Düsseldorfer Schule                                             | 35    |       |
| 25. Dezember | Linus Yale                                   | US-amerikanischer Erfinder (Zylinderschloss)                                                               | 47    |       |
| 26. Dezember | Johann Heinrich Adolf Goetze                 | deutscher Pädagoge und evangelisch-lutherischer Geistlicher                                                | 76    |       |
| 26. Dezember | Carl Haslinger                               | österreichischer Musikverleger und Komponist                                                               | 52    |       |
| 26. Dezember | Joaquín Suárez                               | Präsident Uruguays                                                                                         | 87    |       |
| 27. Dezember | Richard Lauchert                             | deutscher Maler                                                                                            | 45    |       |
| 28. Dezember | Karl Chotek von Chotkow                      | böhmischer Adeliger, Verwalter und Politiker                                                               | 85    |       |
| 28. Dezember | Aaron Hackley junior                         | US-amerikanischer Jurist und Politiker                                                                     | 85    |       |
| 28. Dezember | Joseph Martini von Nosedo                    | österreichischer Offizier                                                                                  | 62    |       |
| 28. Dezember | August Uedinck                               | Richter, MdR im Norddeutschen Bund                                                                         | 57    |       |
| 29. Dezember | Alfred von Görtz-Wrisberg                    | deutscher Offizier und Politiker, 1848er Revolutionär                                                      | 54    |       |
| 30. Dezember | Louis Blanquart de Bailleul                  | französischer Bischof                                                                                      | 73    |       |
| 30. Dezember | Nikolaus Hesse                               | Bürgermeister von Brilon                                                                                   | 74    |       |
| 30. Dezember | Friedrich Albert von Langenn                 | sächsischer Jurist und Historiker                                                                          | 70    |       |
| 30. Dezember | Frederick Scheer                             | deutsch-britischer Kaufmann und Pflanzenliebhaber                                                          |       |       |
| 30. Dezember | Johann Evangelist Stadler                    | bayerischer Theologe und Enzyklopädist                                                                     | 64    |       |
| 31. Dezember | James David Forbes                           | schottischer Physiker                                                                                      | 59    |       |
| 31. Dezember | Johann Hermann Holler                        | Bremer Kaufmann und Politiker, MdBB                                                                        | 50    |       |
| 31. Dezember | Joseph Pirazzi                               | Unternehmer; Dichter                                                                                       | 69    |       |
| Dezember     | Christian Friedrich Ecklon                   | Apotheker und Botaniker                                                                                    |       |       |

## Datum unbekannt
| Tag | Name                       | Beruf, bekannt als                                          | Alter | Beleg |
| --- | -------------------------- | ----------------------------------------------------------- | ----- | ----- |
|     | Gustav-Ludwig Alsen        | deutscher Zementfabrikant                                   |       |       |
|     | Pedro de Ampudia           | spanischer Offizier, mexikanischer Offizier und General     |       |       |
|     | Iwane Andronikaschwili     | georgischer Fürst und russischer General                    |       |       |
|     | Bedirxan Beg               | kurdischer Fürst der Dynastie von Botan                     |       |       |
|     | Paul-Adrien Bourdaloue     | französischer Ingenieur und Geodät                          |       |       |
|     | Berl Broder                | jiddischer Volkssänger                                      |       |       |
|     | El Chinchonero             | honduranischer Politiker und Militär                        |       |       |
|     | Heinrich Elkamp            | deutscher Komponist, Pianist, Musiklehrer und Musikkritiker |       |       |
|     | Francis Farrant            | britischer Botschafter                                      |       |       |
|     | Julius Gottheil            | deutscher Maler und Graphiker                               |       |       |
|     | Heinrich Hasse             | deutscher Mediziner                                         |       |       |
|     | Georg Carl Kuhlmann        | deutscher Orgelbauer                                        |       |       |
|     | Amalie von Levetzow        | Mutter von Ulrike von Levetzow (letzte Liebe von Goethe)    |       |       |
|     | Johann Friedrich List      | deutscher Verwaltungsjurist                                 |       |       |
|     | Adolph Majer               | deutscher Apotheker und Revolutionär                        |       |       |
|     | Albrecht Mann              | deutscher Richter und Parlamentarier                        |       |       |
|     | Wolfardine von Minutoli    | deutsche Schriftstellerin und Ägyptologin                   |       |       |
|     | Mswati II.                 | König von Swasiland (1840–1868)                             |       |       |
|     | August Ernst Petzholtz     | deutscher Hofbaumeister                                     |       |       |
|     | John Reynolds              | irischer Politiker                                          |       |       |
|     | Emil von Rußdorf           | Mediziner und mecklenburgischer Politiker                   |       |       |
|     | Adalbert Ritter von Schmid | österreichischer Eisenbahn-Ingenieur                        |       |       |
|     | Noah Smith                 | US-amerikanischer Anwalt und Politiker                      |       |       |
|     | Letterio Subba             | italienischer Maler, Architekt und Bildhauer                |       |       |
|     | Salvatore Taglioni         | italienischer Ballett-Tänzer und Choreograf                 |       |       |
|     | Carl Werry                 | deutscher Rechtsanwalt und Parlamentarier                   |       |       |
|     | Johann Eduard Wolff        | deutscher Historien- und Porträtmaler                       |       |       |